# 11818 Ulamec
11818 Ulamec eller 1981 EK35 är en asteroid i huvudbältet som upptäcktes den 2 mars 1981 av den amerikanska astronomen Schelte J. Bus vid Siding Spring-observatoriet. Den är uppkallad efter Stephan Ulamec.